# Leopold Joseph von Lamberg
Leopold Joseph von Lamberg (* 13. Mai 1654; † 28. Juni 1706 in  Wien) war ein österreichischer Diplomat.

## Leben
Leopold Joseph Lamberg bot 1694 vergeblich für das Amt eines Obersthofmarschalls am Hof von Kaiser Leopold I. 50 000 Gulden. Für den vornehmsten Posten der kaiserlichen Diplomatie, den des Botschafters beim Heiligen Stuhl zahlte er 1699 100 000 Gulden à fonds in die kaiserliche Kasse.
Darüber hinaus schoss er in den Jahren seiner Amtsführung nahezue eine halbe Million Gulden zu.
Das Gehalt des Botschafters betrug 18 000 Gulden. Er organisierte einen prunkvollen Einzug in Rom, hatte eine kostspielige Hofhaltung und eine Vorliebe für Kunstwerke, was sein beträchtliches Vermögen nahezu ausschöpfte. Als er 1705 zurückberufen wurde, glaubte er die Anwartschaft eines führenden Amtes erworben zu haben. Kaiser Joseph I. kooptierte ihn an führender Stelle in seinen Geheimen Rat, wo schon Johann Philipp von Lamberg (* 1652; † 1712) und Franz Joseph I. von Lamberg (* 1637; † 1712) saßen. Minister wurde er nicht.